# St. Ottilia (Rieden)

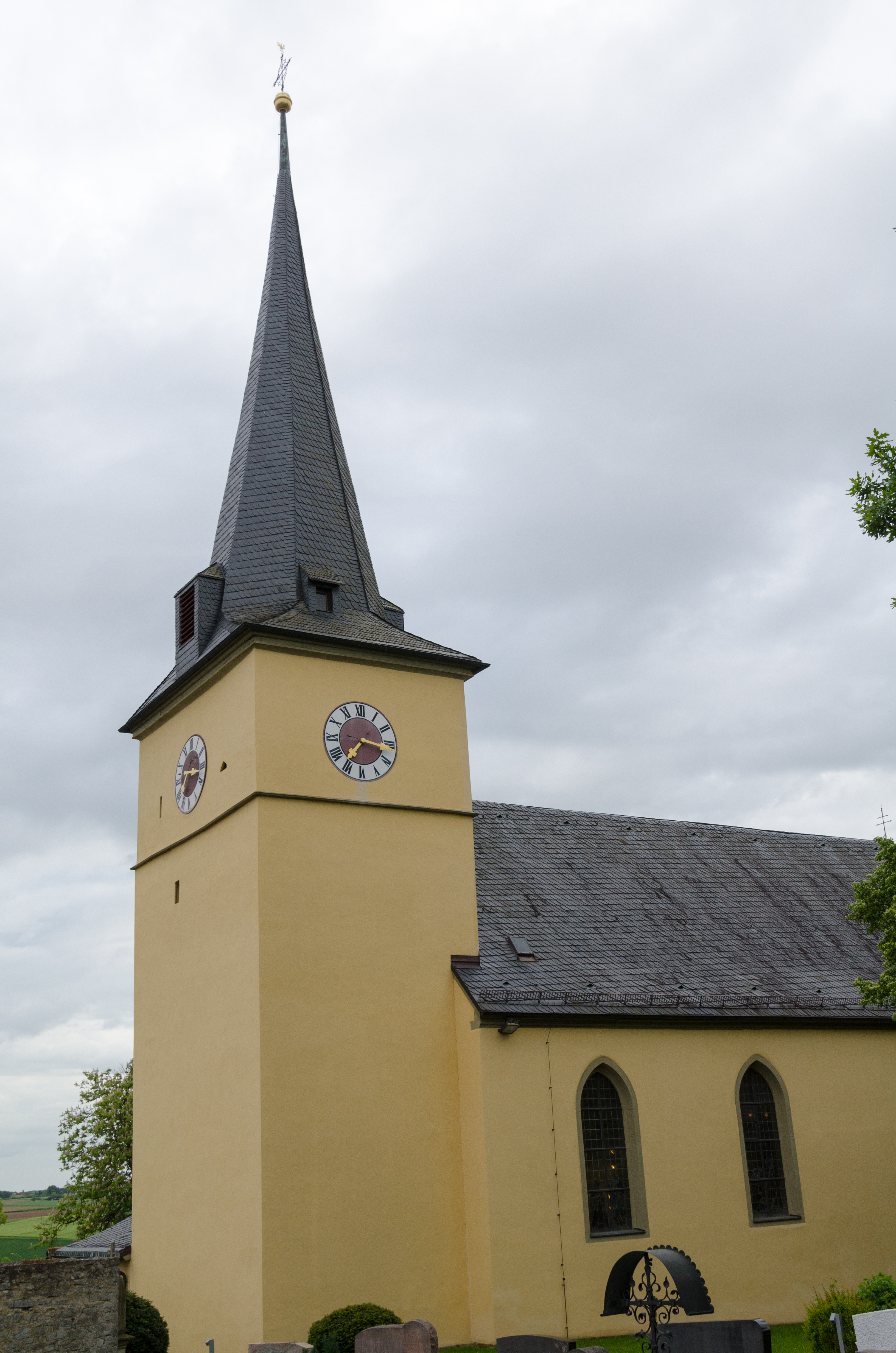
St. Ottilia in Rieden

Die römisch-katholische, denkmalgeschützte Pfarrkirche St. Ottilia befindet sich in Rieden, einem Gemeindeteil der bayerischen Gemeinde Hausen bei Würzburg, im unterfränkischen Landkreis Würzburg. Das Bauwerk ist unter der Denkmalnummer D-6-79-143-49 als Baudenkmal in der Bayerischen Denkmalliste eingetragen. Die Pfarrei gehört zur Pfarreiengemeinschaft Fährbrück im Dekanat Würzburg rechts des Mains des Bistums Würzburg.

## Beschreibung
Der Chorturm wurde 1593 erbaut. Das Langhaus wurde 1614 angefügt. Es wurde 1823 erweitert und der Chorturm um ein Geschoss aufgestockt, das die Turmuhr beherbergt, und mit einem schiefergedeckten, achtseitigen Knickhelm bedeckt, hinter dessen Dachgauben sich der Glockenstuhl befindet. Zur Kirchenausstattung gehört ein von Johann Wolfgang van der Auwera um 1750 ursprünglich für die Augustinerkirche in Würzburg gebauter Altar. Die Orgel mit 18 Registern, 2 Manualen und Pedal wurde 1992 von Richard Rensch errichtet.